# Bomba d'aigua del carrer Major
La Bomba d'aigua del carrer Major és una font de Montmeló (Vallès Oriental) protegida com a Bé Cultural d'Interès Local.

## Descripció
La construcció actual respon a una reforma que es va fer entorn la dècada de 1970, quan tota l'estructura de la font es va revestir de lloses de pedra. Anteriorment hi havia hagut un pou, se'n deia el pou de l'Hostal perquè es trobava al costat d'un hostal (actualment Hostal Serra), tot i que el forat del pou es troba al costat de la font. Es coneixia amb el nom de la bomba pel sistema d'extreure'n l'aigua tot fent girar un roda.